# Museo Arqueológico de Varna
El Museo Arqueológico de Varna es un museo que está situado en la ciudad de Varna, en Bulgaria y fue inaugurado en 1906. Además de las salas de exposición de antigüedades, consta de biblioteca y de un museo educativo para niños.

## Historia
En 1887, por iniciativa de los hermanos Karel y Herman Shkorpil, surgió la idea de organizar los objetos arqueológicos hallados en el área de Varna para su conservación y exposición en un museo, que inicialmente estuvo ubicado en la biblioteca de la ciudad. Sin embargo, estos objetos fueron trasladados a Sofía en 1893. Ante esto, en 1894 Karel Shkorpil promovió la creación de una nueva colección de antigüedades de Varna, que en 1895 se ubicó en un edificio que estaba destinado a ser una escuela de secundaria para niñas. Se trata de un edificio que fue construido entre 1892 y 1898 por el arquitecto Petko Momchilov en estilo neobarroco.
Pese a iniciales desacuerdos con el gobierno central de Bulgaria, en 1902 se acordó oficialmente la creación del Museo Arqueológico de Varna, que fue inaugurado en 1906 en un sector del mismo edificio de la escuela de secundaria femenina. En 1952 el museo se trasladó a un nuevo edificio, pero en 1983 regresó al edificio de la escuela de secundaria. Desde 1993, tras un proceso de restauración, este edificio está totalmente ocupado por las instalaciones del museo.

## Colecciones
El museo contiene una colección de objetos pertenecientes a periodos comprendidos entre el Paleolítico inferior y el siglo XIX.
Paleolítico

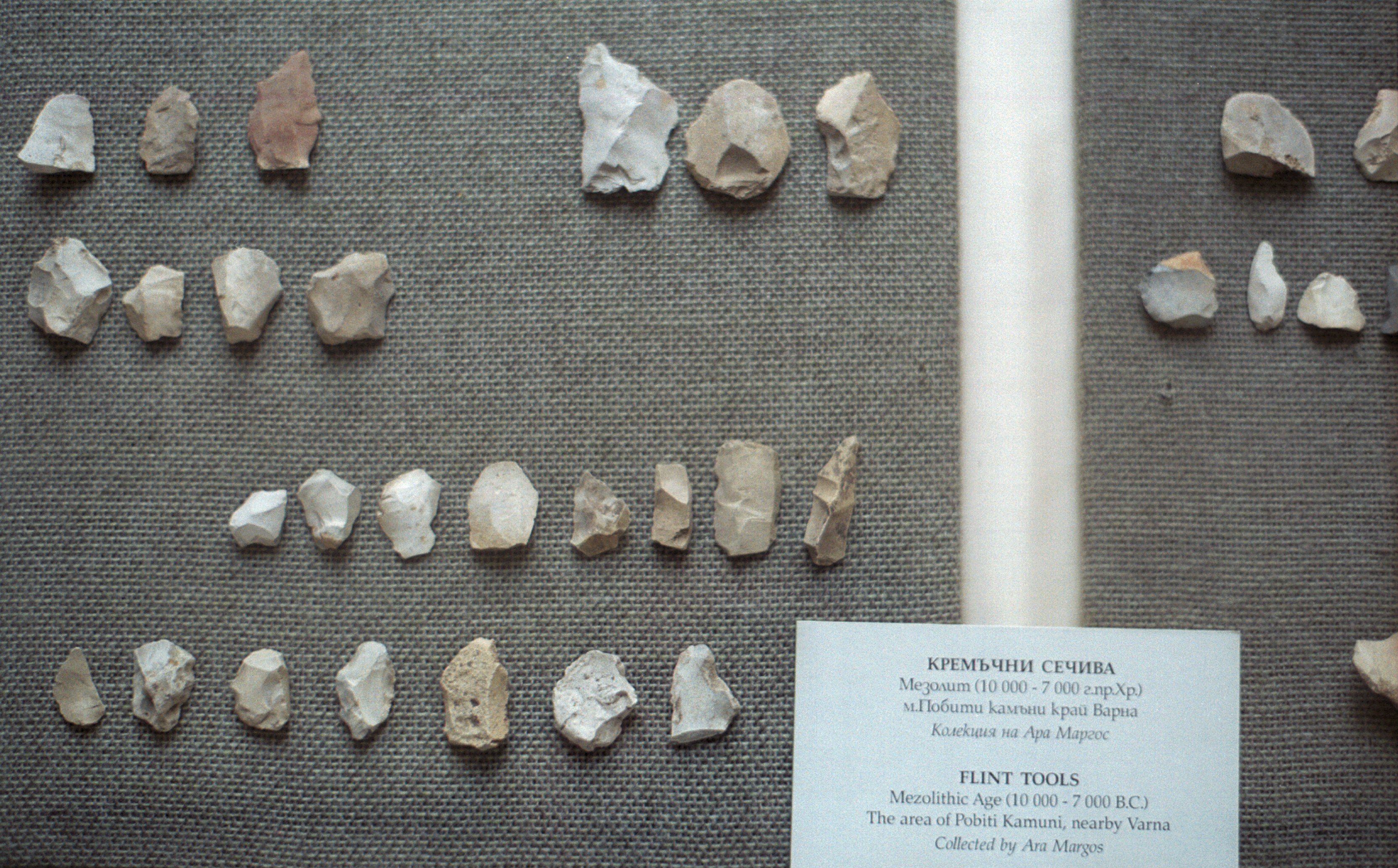
Herramientas de piedra del periodo Mesolítico procedentes de Pobiti Kamani.

Los primeros vestigios de presencia humana en el área se remontan al Paleolítico inferior. En el museo, el periodo Paleolítico está representado mediante una serie de herramientas de piedra, madera y hueso halladas en diversos yacimientos de la zona. Entre ellos, tienen una importancia destacada los hallados en Pobiti Kamani, del periodo Mesolítico.
Edad del Cobre
De la Edad del Cobre se exponen hallazgos de herramientas, figurillas de arcilla antropomorfas y zoomorfas y fragmentos de cerámica. A la Edad del Cobre medio pertenecen las cuentas de oro de un collar que fueron halladas en una tumba de la orilla septentrional del lago de Varna. Estas piezas son consideradas como los objetos trabajados de oro más antiguos del mundo.
La Edad del Cobre tardía (hacia 4400-4200 a. C.) fue una época de florecimiento cultural en la región. A este periodo pertenecen una serie de objetos votivos, cerámica decorada y herramientas procedentes de un asentamiento cuyos restos se encuentran bajo el lago de Varna. Pero los restos más importantes pertenecen a la necrópolis eneolítica de Varna, cuyas excavaciones sacaron a la luz esqueletos y ajuares funerarios con abundantes objetos que muestran un grado de desarrollo excepcional de la sociedad en este periodo, y sus contactos con otras áreas del Mediterráneo. Son especialmente destacadas las piezas de oro —entre ellas, las que adornaban cetros y máscaras funerarias de arcilla—, pero también joyas de otros materiales, recipientes de cerámica decorada, conchas de crustáceos y otros objetos de piedra y de metal.

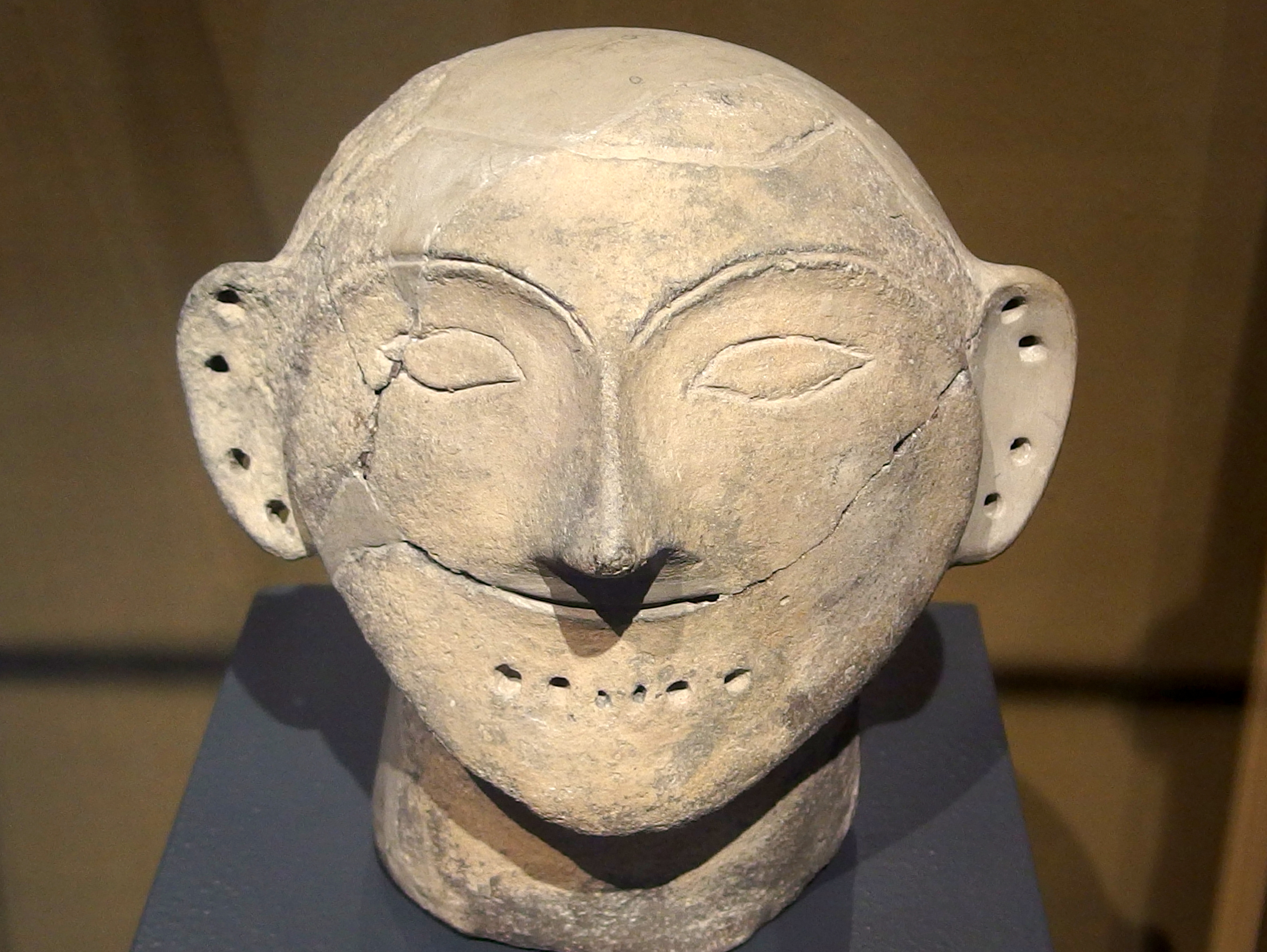
Figurilla antropomorfa de uno de los asentamientos del lago de Varna.
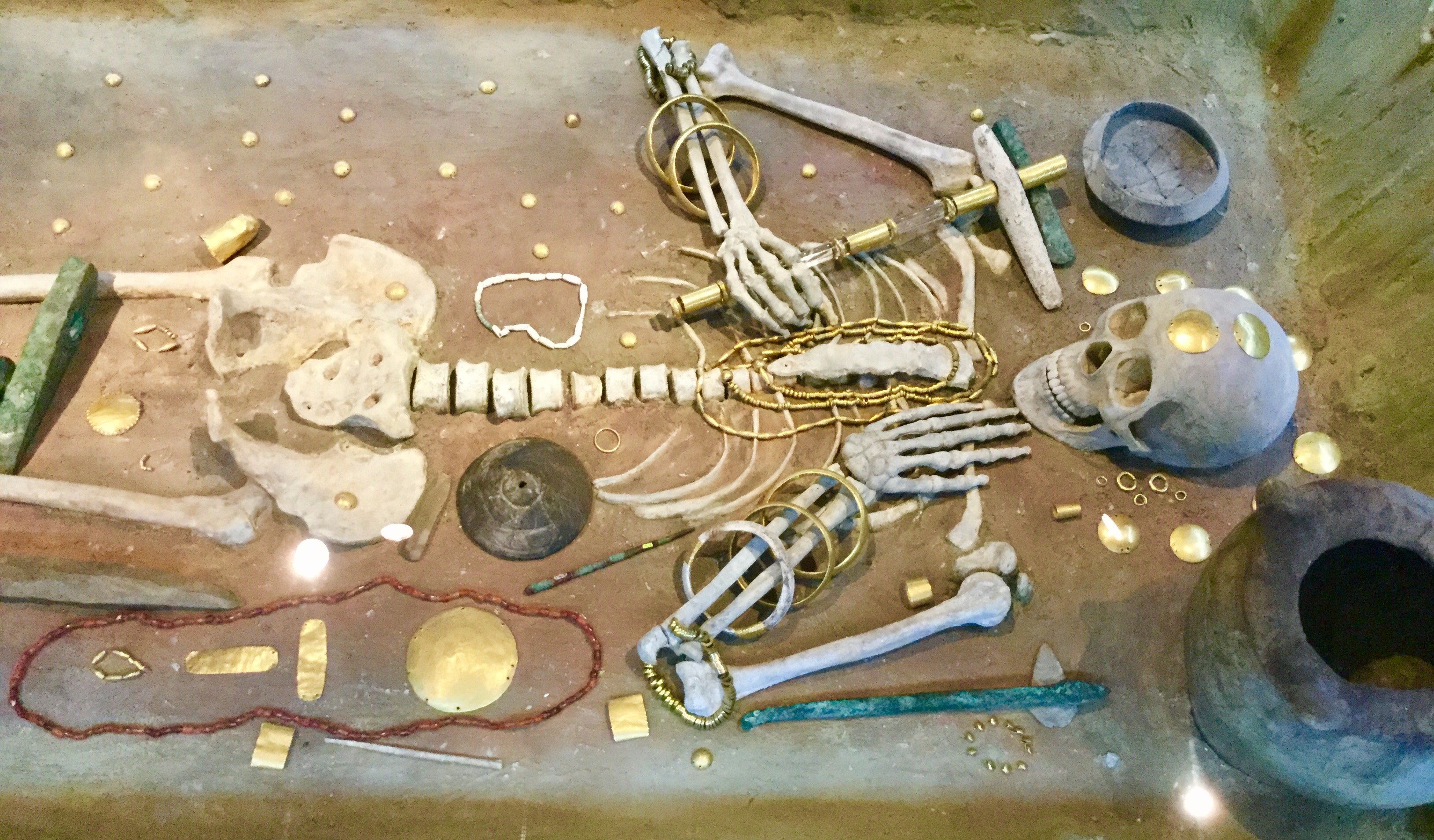
Esqueleto junto con sus adornos de oro, procedente de la necrópolis de Varna.
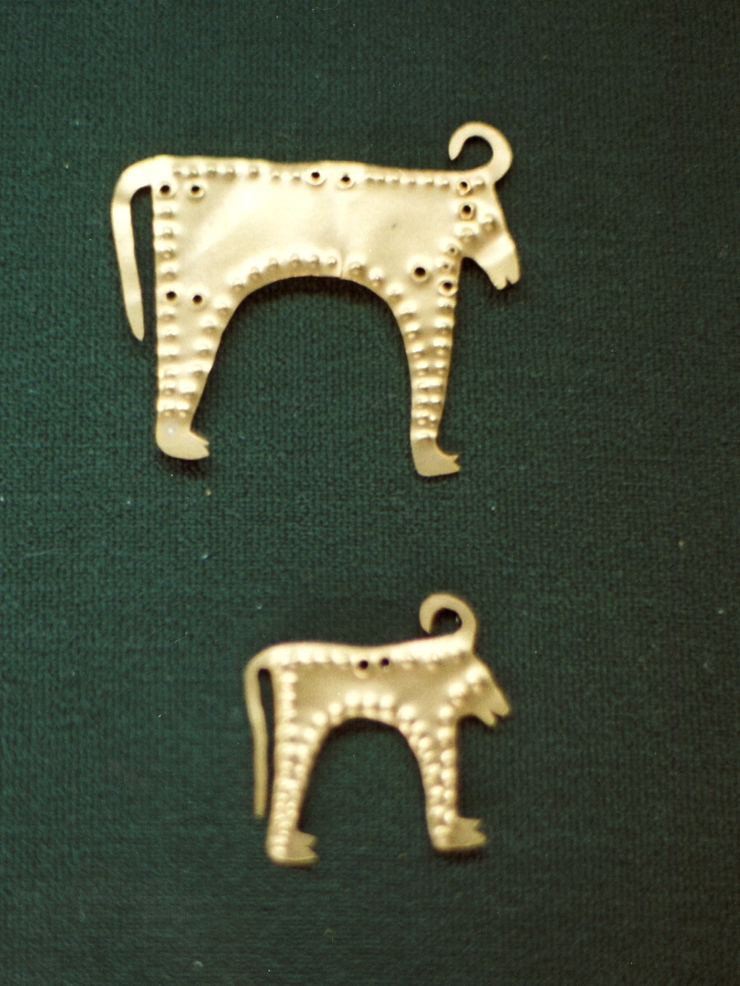
Láminas de oro con forma de toro, de la necrópolis de Varna.

Edad del Bronce

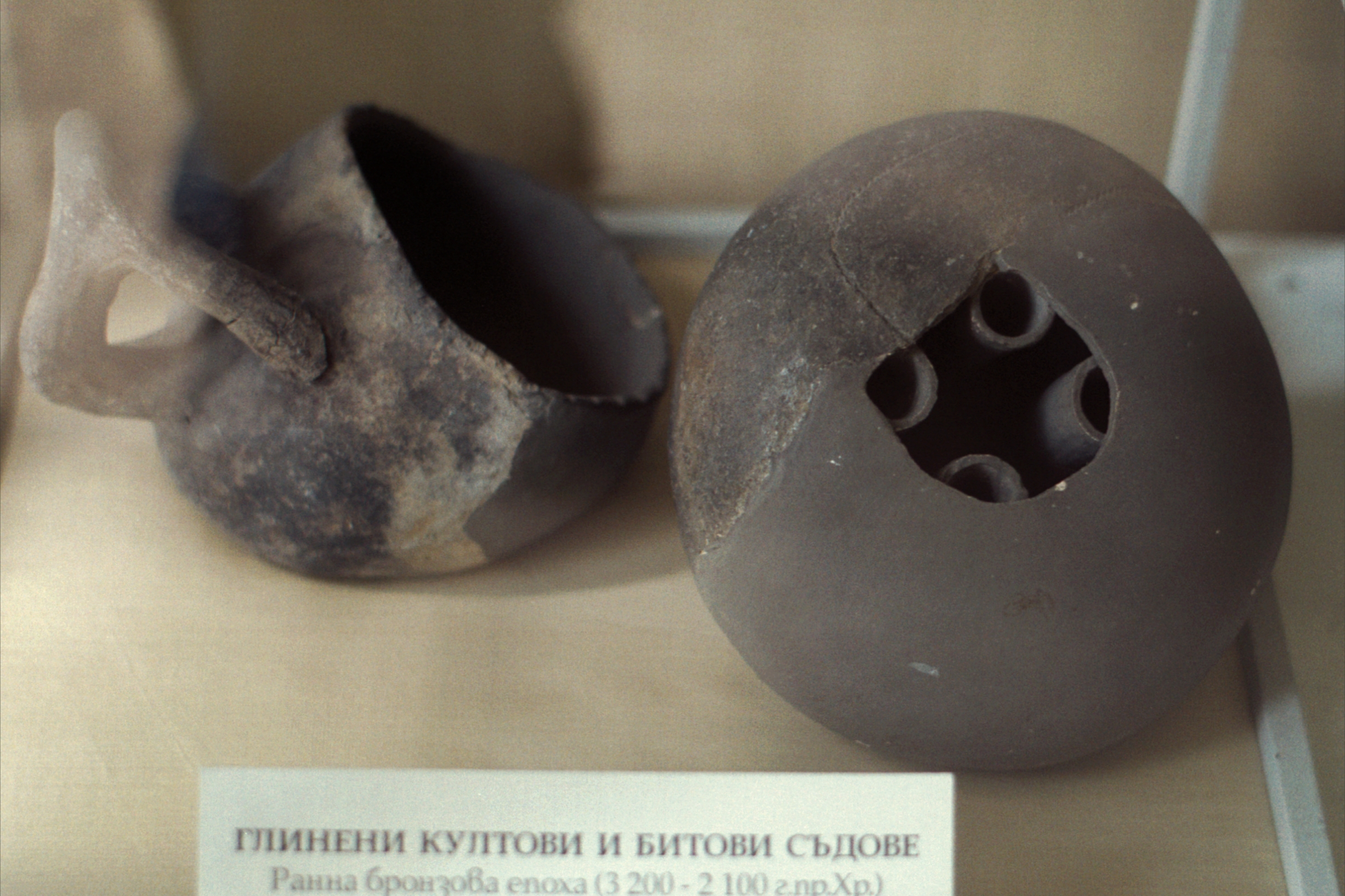
Piezas de cerámica de la Edad del Bronce temprano.

En torno a la orilla del lago de Varna se han hallado bastantes objetos pertenecientes a la Edad del Bronce temprano, como hachas de piedra de forma distinta a las de la época precedente y abundantes objetos de madera. Entre las piezas de este periodo del museo pueden destacarse las vasijas de cerámica. Sin embargo, apenas se han hallados unos pocos objetos pertenecientes a la Edad del Bronce medio en la zona. Mientras, de la Edad del Bronce reciente pueden destacarse hallazgos de múltiples herramientas de bronce en el área de Suvorovo. También es singular una espada encontrada en la zona de Cherkovna.
Los tracios

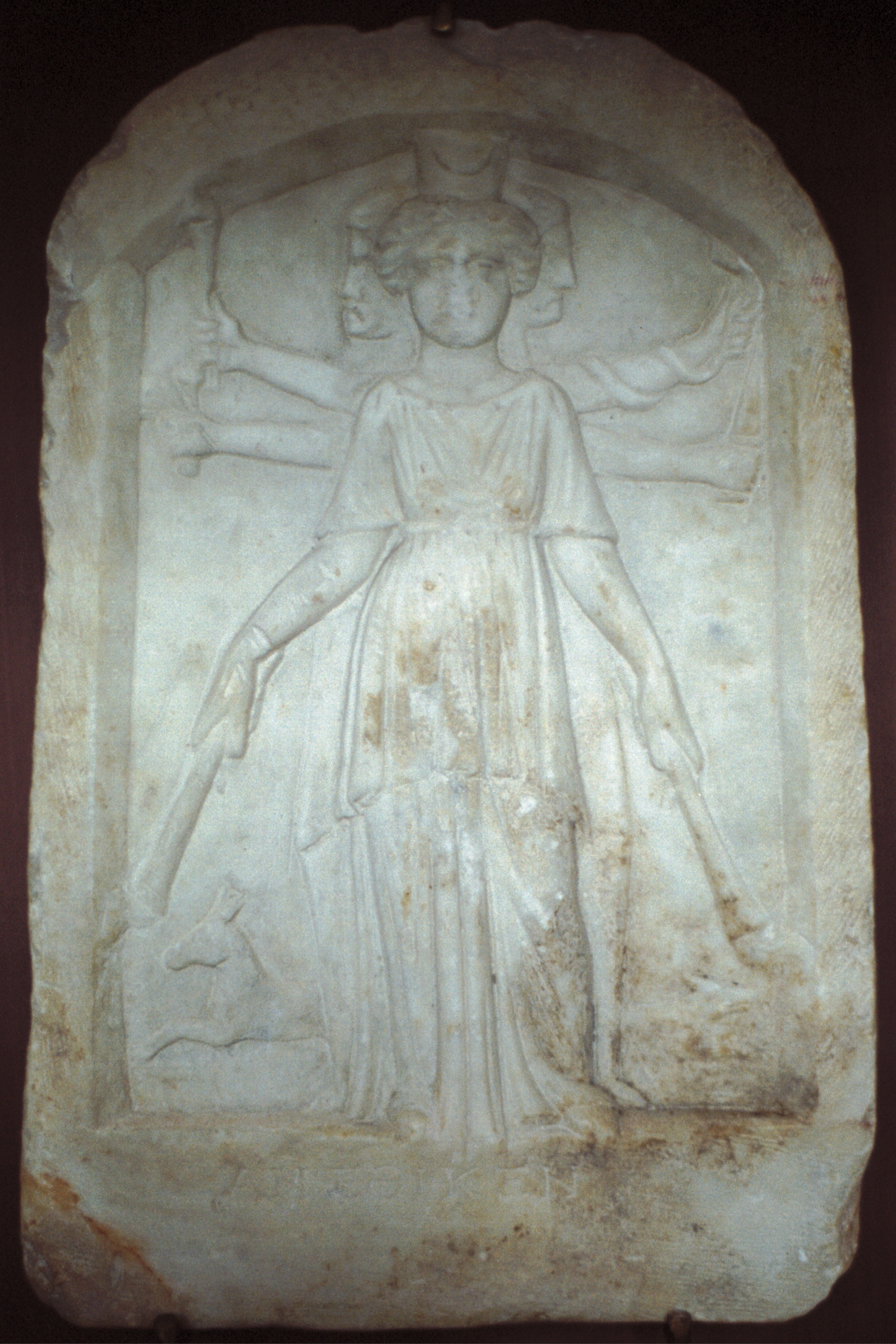
Relieve sincrético de una triple diosa. Hacia 100-300 d. C.

De la Edad del Hierro temprano se han encontrado objetos en tumbas —principalmente cerámica y armas— que muestran de forma segura que en la región estaba en este periodo habitada por tracios, que mantenían contactos con poblaciones de colonias griegas.
El museo conserva abundantes objetos de todo el I milenio a. C. que se pueden asignar a los tracios, que fueron los principales habitantes de las zona durante muchos siglos, como cerámica, monedas, adornos de bronce y armas de hierro. También se conserva la estela de piedra de una tumba que quizá pertenezca a la cultura cimeria. Por otra parte, en la región habitaron también escitas, de los que el museo conserva adornos de caballos de un particular estilo, entre otros objetos. Además, el museo conserva algunos objetos de los celtas, —entre los que se pueden destacar algunas armas— que se estuvieron en la zona a partir del 280 a. C.  

Griegos y romanos

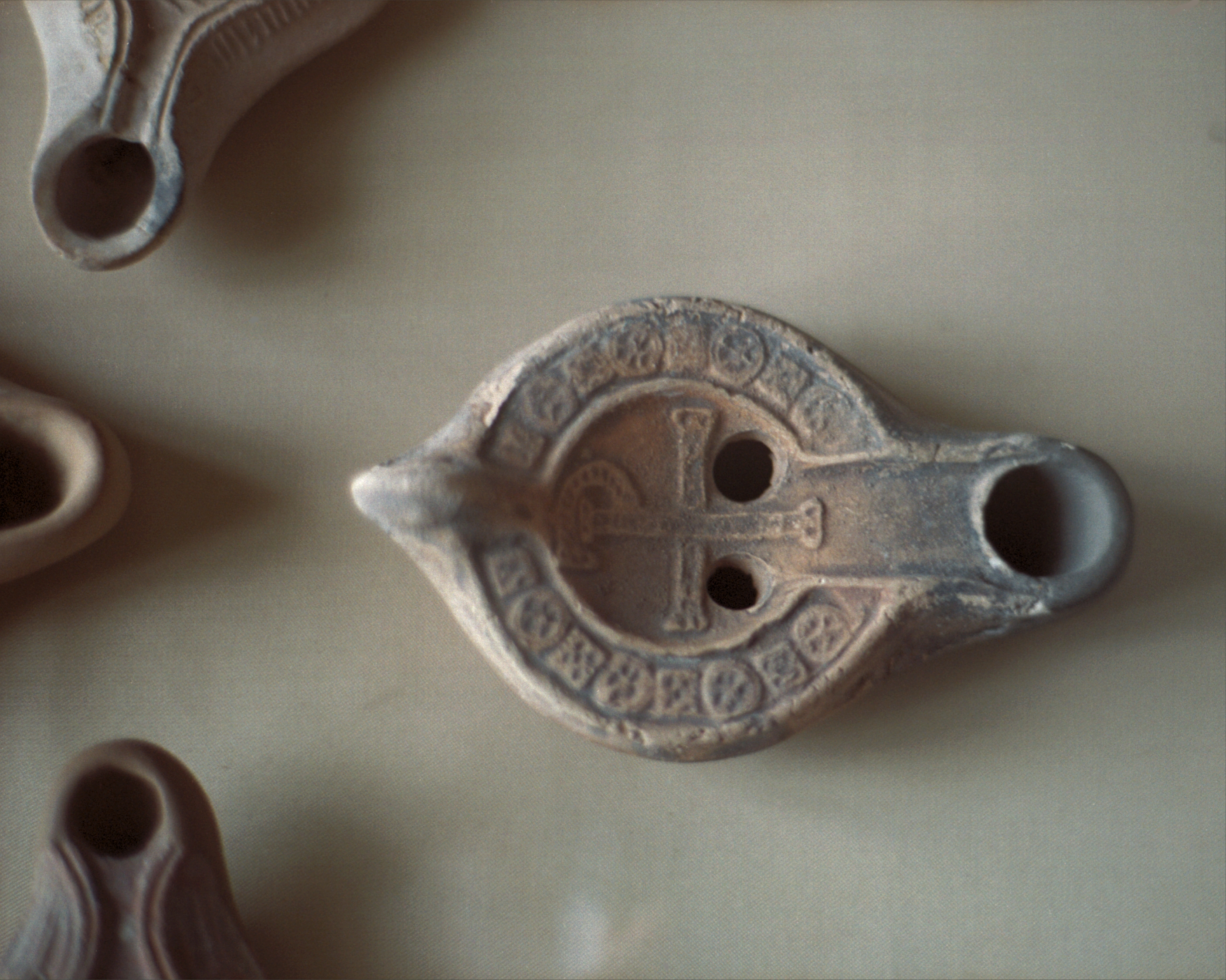
Lámpara con signos cristianos del periodo bizantino temprano, hacia los siglos IV o VI.

Hacia el siglo VI a. C. llegaron colonos griegos —procedentes de Mileto— a la costa del mar Negro y en el área de Varna fundaron la ciudad de Odeso. Esta ciudad floreció especialmente en el periodo helenístico (siglos III-I a. C.). De este periodo se hallan en el museo joyas de oro, sarcófagos, vasijas, figurillas de terracota, monedas y objetos de vidrio y de metal.
A partir del año 15 a. C. Odeso fue parte del imperio romano: Entre los objetos de esta época hay lámparas, piezas de cerámica, monedas, elementos arquitectónicos y piezas diversas de vidrio, bronce, oro y plata. Otras piezas están relacionadas con los primeros cristianos y con el periodo bizantino temprano.
Edad Media
Odeso fue destruida en el año 614 y quedó sin población durante varios siglos pero en el área surgieron otros asentamientos con población eslava y posteriormente protobúlgara. A finales del siglo VII se estableció el primer reino búlgaro. Se exponen muchos objetos procedentes de tumbas de esta época, principalmente joyas y objetos de la vida cotidiana, como cinturones de metal y adornos de cuero. También hay elementos arquitectónicos y adornos procedentes de edificios religiosos. Entre los objetos singulares destacan la maqueta de una yurta protobúlgara con decorada con un relieve de una escena de culto y dos sellos de plomo de Boris I y de Simeón I.
Otros objetos, como cerámica, utensilios de artesanos y joyas, pertenecen a la época de dominio bizantino, que ocurrió entre 1018 y 1185. De la época del segundo reino búlgaro, entre los siglos XIII y XIV, hay piezas de cerámica adornadas con una técnica muy particular, el esgrafiado. También es destacada una extensa colección de joyas de oro y plata halladas cerca de Doliste, realizadas con una gran calidad artística. 

Periodo otomano
De la época de dominio otomano puede destacarse la presencia en el museo de numerosas joyas y sobre todo de una selecta colección de vasijas de loza importadas de diferentes lugares de Anatolia, aunque también se encuentran algunas procedentes de diversos lugares del mundo más alejados. Otros objetos están relacionados con la presencia de una medicina que fue importante en la época, la teriaca, consistente en la mezcla de opio con otras hierbas.
Otros monumentos
El museo también gestiona el monasterio de Aladzha, que fue uno de los edificios religiosos más destacados del área de Varna. y las termas romanas de Odeso, del siglo II, un área monumental de gran tamaño.